# Paso Inferior
Paso Inferior è il primo album in studio del gruppo musicale giapponese Corrupted, pubblicato nel 1997 dalla Frigidity.

## Tracce
1. Paso Inferior – 41:46

## Formazione
- Talbot – chitarra
- Jose – basso
- Chew Hasegawa – batteria
- Hevi – voce